# Malovice
Malovice är en ort i Tjeckien.   Den ligger i regionen Södra Böhmen, i den centrala delen av landet, 110 km söder om huvudstaden Prag. Malovice ligger 411 meter över havet och antalet invånare är 640.
Terrängen runt Malovice är platt. Runt Malovice är det ganska glesbefolkat, med 24 invånare per kvadratkilometer. Närmaste större samhälle är Prachatice, 18,7 km sydväst om Malovice. Trakten runt Malovice består till största delen av jordbruksmark.